# Jay Idzes
Jay Noah Idzes (sinh ngày 2 tháng 6 năm 2000) là một cầu thủ bóng đá chuyên nghiệp hiện đang thi đấu ở vị trí trung vệ cho câu lạc bộ tại Serie A là Sassuolo. Sinh ra ở Hà Lan, anh là đội trưởng của đội tuyển bóng đá quốc gia Indonesia.

## Sự nghiệp câu lạc bộ

### Eindhoven
Sinh ra tại Mierlo, Idzes bắt đầu sự nghiệp bóng đá tại câu lạc bộ Eerste Divisie Eindhoven và ra mắt vào ngày 28 tháng 4 năm 2018, vào sân phút thứ 89 trong trận đấu với TOP Oss.

### Go Ahead Eagles
Ngày 20 tháng 7 năm 2020, Idzes chuyển đến Go Ahead Eagles sau quá trình chuyển nhượng kéo dài khi bản hạn hợp đồng của anh tại Eindhoven đã hết hạn, nhưng cuối cùng Eindhoven đã đồng ý trả một khoản phí không được tiết lộ.

### Venezia
Ngày 30 tháng 6 năm 2023, Idzes ký hợp đồng với câu lạc bộ Venezia, theo bản hợp đồng 4 năm. Idzes cùng Venezia giành vé thăng hạng lên Serie A sau khi đánh bại Cremonese với tỷ số chung cuộc 1–0 ở cả hai lượt trận vòng play-off.
Ngày 25 tháng 8 năm 2024, Idzes có trận đầu tiên tại Serie A trong màu áo Venezia khi gặp Fiorentina với tỷ số hòa 0–0, và trở thành cầu thủ mang quốc tịch Indonesia đầu tiên thi đấu tại giải đấu cao nhất của Ý.
Ngày 14 tháng 12 năm 2024, Idzes ghi bàn thắng đầu tiên tại Seria A trong trận hòa của Venezia 2–2 trước Juventus. Và từ đó, anh trở thành cầu thủ người Indonesia và Đông Nam Á đầu tiên ghi bàn trong lịch sử Serie A.

### Sassuolo
Ngày 6 tháng 7 năm 2025, sau khi Venezia xuống hạng Serie B, Idzes rời câu lạc bộ để gia nhập Sassuolo, đội bóng vừa thăng hạng Serie A, với mức phí chuyển nhượng là 8 triệu euro và ký hợp đồng có thời hạn 4 năm, đến hết tháng 6 năm 2029.

## Sự nghiệp quốc tế
Tháng 9 năm 2023, Idzes xác nhận rằng anh đã quyết định đại diện cho Indonesia ở cấp độ quốc tế. Ngày 28 tháng 12 năm 2023, anh chính thức nhận quốc tịch Indonesia, qua đó trở nên đủ điều kiện thi đấu cho đội tuyển quốc gia Indonesia.
Tuy nhiên, anh không có mặt trong danh sách đội hình Indonesia dự Asian Cup 2023 do thời gian đăng ký đã hết hạn.
Ngày 7 tháng 3 năm 2024, Idzes nhận được lời mời thi đấu cho đội tuyển quốc gia Indonesia trong hai trận đấu ở vòng loại World Cup 2026, gặp Việt Nam vào các ngày 21 và 26 tháng 3 năm 2024. Ngày 21 tháng 3 năm 2024, anh có trận ra mắt đội tuyển quốc Indonesia trong trận thắng 1–0 trên sân nhà trước Việt Nam. Năm ngày sau, anh có bàn thắng quốc tế đầu tiên của mình bằng pha đánh đầu giúp Indonesia mở tỷ số trong trận thắng liên tiếp trước Việt Nam trên sân Mỹ Đình, với tỷ số 3–0.
Từ vòng loại thứ 3 World Cup 2026 ở khu vực châu Á, Idzes đảm nhận vai trò đội trưởng của đội tuyển Indonesia.

## Đời tư
Sinh ra tại Hà Lan, Idzes có ông bà ngoại là người Indonesia.
Ngày 28 tháng 12 năm 2023, Idzes chính thức nhận được quốc tịch Indonesia.

## Thống kê sự nghiệp

### Câu lạc bộ
Tính đến 18 tháng 5 năm 2025
| Câu lạc bộ          | Mùa giải            | Giải đấu            | Giải đấu | Giải đấu | Cúp Quốc gia | Cúp Quốc gia | Khác | Khác | Tổng cộng | Tổng cộng |
| Câu lạc bộ          | Mùa giải            | Hạng đấu            | Trận     | Bàn      | Trận         | Bàn          | Trận | Bàn  | Trận      | Bàn       |
| ------------------- | ------------------- | ------------------- | -------- | -------- | ------------ | ------------ | ---- | ---- | --------- | --------- |
| Eindhoven           | 2017–18             | Eerste Divisie      | 1        | 0        | 0            | 0            | –    | –    | 1         | 0         |
| Eindhoven           | 2018–19             | Eerste Divisie      | 33       | 0        | 1            | 0            | –    | –    | 34        | 0         |
| Eindhoven           | 2019–20             | Eerste Divisie      | 20       | 0        | 2            | 0            | –    | –    | 22        | 0         |
| Eindhoven           | Tổng cộng           | Tổng cộng           | 54       | 0        | 3            | 0            | 0    | 0    | 57        | 0         |
| Go Ahead Eagles     | 2020–21             | Eerste Divisie      | 31       | 1        | 2            | 0            | –    | –    | 33        | 1         |
| Go Ahead Eagles     | 2021–22             | Eredivisie          | 21       | 0        | 4            | 0            | –    | –    | 25        | 0         |
| Go Ahead Eagles     | 2022–23             | Eredivisie          | 32       | 1        | 3            | 1            | –    | –    | 35        | 2         |
| Go Ahead Eagles     | Tổng cộng           | Tổng cộng           | 84       | 2        | 9            | 1            | 0    | 0    | 93        | 3         |
| Venezia             | 2023–24             | Serie B             | 25       | 3        | 1            | 0            | 4    | 0    | 30        | 3         |
| Venezia             | 2024–25             | Serie A             | 35       | 1        | 1            | 1            | –    | –    | 36        | 2         |
| Venezia             | Tổng cộng           | Tổng cộng           | 60       | 4        | 2            | 1            | 4    | 0    | 66        | 5         |
| Tổng cộng sự nghiệp | Tổng cộng sự nghiệp | Tổng cộng sự nghiệp | 198      | 6        | 14           | 2            | 4    | 0    | 216       | 8         |

1. ↑  Bao gồm KNVB Cup, Coppa Italia
2. ↑  Số lần ra sân tại Vòng play-off thăng hạng Serie A

### Quốc tế
Tính đến 10 tháng 6 năm 2025
| Đội tuyển quốc gia | Năm       | Trận | Bàn |
| ------------------ | --------- | ---- | --- |
| Indonesia          | 2024      | 9    | 1   |
| Indonesia          | 2025      | 4    | 0   |
| Tổng cộng          | Tổng cộng | 13   | 1   |

Tính đến ngày 10 tháng 6 năm 2025
| Số trận đấu | Ngày                | Địa điểm                                        | Đối thủ  | Bàn thắng | Kết quả | Giải đấu                      |
| ----------- | ------------------- | ----------------------------------------------- | -------- | --------- | ------- | ----------------------------- |
| 1           | 26 tháng 3 năm 2024 | Sân vận động Quốc gia Mỹ Đình, Hà Nội, Việt Nam | Việt Nam | 1–0       | 3–0     | Vòng loại FIFA World Cup 2026 |